# Анђео пакла (стрип)
Анђео пакла је 14. епизода стрип серијала Кобра ауторског тандема Обрадовић-Керац објављена 1980/1981. године у ЈУ стрипу. 

## Основни подаци
Епизода је настала између септембра 1980-маја 1981. године. Објављена је у ЈУ стрипу у бројевима 25 (09.12.1980), 27, 29 и 31. (1981). Сваки број коштао је 15 динара. Епизода је имала 48 страна.

## Кратак садржај
Заустављајући се на бензинској пумпи да сипа бензин, Кобра наилази на сцену у којој Хаски, припадник локалне банде паклених анђела, малтретира Синди, радницу на пумпи. Синди и Хаски су се забављали у периоду када је банда убила полицајца. Хаски је добио задатак од вође банде Чипа да врати Синди у банду како би били сигурни да неће никоме рећи за то.
Пошто Синди није хтела да се врати у банду, Кобра јој прискаче у помоћ, али Хаски потом доводи читаву банду предвођену насилником Чипом.
Остатак епизоде углавном представља низ цртачки узбудљивих и за југословенски стрип нетипичних акционих сцена у којима банда анђела покушава да убије Кобру и Синди. Финална сцена одиграва се у напуштеном пуеблу у коме Кобра и Синди успевају да убију Чипа.

## Значај епизоде
У овој епизоди Керац је дефинисао цртачки стил који ће користити у наставку каријере. По сопственом признању, Керац је у овој епизоди пронашао себе и довео стил до оног којег се држао у остатку каријере. Одбацио је четкицу, те приступа по коме је америчке цртао на француски начин. Кључни утицај који се види у Анђелу пакла је извршио је шпански цртач Хозе „Пепе“ Гонзалес (познат по стрипу Вампирела), те је ова епизода била спој Жироа и Гонзалеса. Керац је од Гионзалеса узео слободнији третман линије. Епизода је карактеристична по максималном разбијању класичног кадрирања по коме је југословенски стрип био карактеристичан. Тај стил захтева да свака стрип-табла састоји од четири реда док су сваком реду има по неколико кадрова. (Типични примери оваквих стрипова су Рип Кирби, Бен Болт или Принц Валијант.) Угледајући се на Марвелове стрипове који су тада излазили у Југославији (Шанг Чи, Спајдермен), Керац је почео да разбија овај шаблон још од 1. епизоде Кобре (иако свакако није био једини југословенски стрип-цртач који је то радио). Кадрови су били различитих величина, а сцене из једног кадра су често ”ускакале” у друге кадрове. Овај стил је у Анђелу пакла Керац доведео до перфекције. Не спорећи значај других савременика са краја седамдесетих и почетка осамдесетих година, може се слободно рећи да је ово једна од најзначајнијих стрип епизода југословенског стрипа.
Кадрирање је очигледно утицај Марвелових стрипова (вероватно највише Спајдермена, који је у то време био најпопуларнији Марвелов стрип у бившој Југославији), док је сенчење вероватно резултат утицаја Хермана (Команча, Џеремаја) и Жан Жироа (Поручник Блубери). Керац ће касније користити овакав марвеловски стил максимално у Cat Claw, чија прва епизода излази 1981. године, и две епизоде Великог Блека које су објављене у Стрип забавнику у периоду 1980—1982. године, док је хермановски стил сенчења све мање доминирао у Керчевим стриповима након последње епизоде Кобре (1989).

## Реприза
Епизода је репризирана у ЈУ стрип профилу бр. 1, посебном издању ЈУ стрипа који је изашао 1984. године. Коштао је 150 динара.